# Chính phủ Quốc gia Việt Nam
Chính phủ Quốc gia Việt Nam trên danh nghĩa là cơ quan hành pháp cao nhất của Quốc gia Việt Nam. Các thành viên của Chính phủ, gồm Thủ tướng, các Tổng trưởng, Bộ trưởng và Thứ trưởng đều do Quốc trưởng bổ nhiệm bằng sắc lệnh và chịu trách nhiệm trước Quốc trưởng. Quyền hạn các thành viên chính phủ do sắc lệnh của Quốc trưởng ấn định.
Quốc trưởng cũng có quyền cách chức bất kỳ thành viên nào của Chính phủ.

## Chính phủ lâm thời
Chính phủ lâm thời Quốc gia Việt Nam là chính phủ được thành lập ngày 27 tháng 5 năm 1948, nhằm chuẩn bị cho việc thành lập chính phủ chính thức của Quốc gia Việt Nam đứng đầu bởi Quốc trưởng Bảo Đại vào ngày 14 tháng 7 năm 1949.
| STT | Chức vụ                       | Tên               | Ghi chú |
| --- | ----------------------------- | ----------------- | ------- |
| 1   | Thủ tướng                     | Nguyễn Văn Xuân   |         |
| 2   | Phó thủ tướng                 | Trần Văn Hữu      |         |
| 3   | Tổng trưởng Tư pháp           | Nguyễn Khắc Vệ    |         |
| 4   | Tổng trưởng Bộ Lễ và Giáo dục | Nguyễn Khoa Toàn  |         |
| 5   | Tổng trưởng Kinh tế Tài chánh | Nguyễn Trung Vinh |         |
| 6   | Tổng trưởng Thông tin         | Phan Huy Đán      |         |
| 7   | Tổng trưởng Canh nông         | Trần Thiện Vàng   |         |
| 8   | Tổng trưởng Y tế              | Đặng Hữu Chí      |         |
| 9   | Tổng trưởng Công chánh        | Nguyễn Văn Tỷ     |         |
| 10  | Bộ trưởng Quốc phòng          | Trần Quang Vinh   |         |
| 11  | Bộ trưởng Phủ thủ tướng       | Đinh Xuân Quảng   |         |
| *   | Quốc vụ khanh Bắc Kỳ          | Nghiêm Xuân Thiện |         |
| *   | Quốc vụ khanh Trung Kỳ        | Phan Văn Giáo     |         |
| *   | Quốc vụ khanh Nam Kỳ          | Lê Văn Hoạch      |         |

## Chính phủ Bảo Đại
Chính phủ chính thức đầu tiên, hoạt động từ ngày 14 tháng 7 năm 1949 đến 21 tháng 1 năm 1950, do Quốc trưởng Bảo Đại kiêm quyền Thủ tướng
| STT | Chức vụ                                       | Tên              | Ghi chú                     |
| --- | --------------------------------------------- | ---------------- | --------------------------- |
| 1   | Quốc trưởng                                   | Bảo Đại          | kiêm Thủ tướng              |
| 2   | Phó thủ tướng                                 | Trần Văn Hữu     | kiêm Tổng trưởng Quốc phòng |
| 3   | Tổng trưởng Ngoại giao                        | Nguyễn Phan Long |                             |
| 4   | Tổng trưởng Tư pháp                           | Nguyễn Khắc Vệ   |                             |
| 5   | Tổng trưởng Nội vụ                            | Vũ Ngọc Trản     |                             |
| 6   | Tổng trưởng Y tế                              | Nguyễn Hữu Phiếm |                             |
| 7   | Tổng trưởng Thông tin                         | Trần Văn Tuyên   |                             |
| 8   | Tổng trưởng Tài chánh                         | Dương Tấn Tài    |                             |
| 9   | Tổng trưởng Công chánh Kế hoạch và Giao thông | Trần Văn Của     |                             |
| 10  | Tổng trưởng Thương mại                        | Hoàng Cung       |                             |
| 11  | Tổng trưởng Quốc gia Giáo dục                 | Phan Huy Quát    |                             |
| 12  | Tổng trưởng Thanh niên và Thể thao            | Nguyễn Tôn Hoàn  |                             |
| 12  | Tổng trưởng Lao động Canh nông và Xã hội      | Phan Khắc Sửu    |                             |
| 13  | Bộ trưởng Phủ thủ tướng                       | Đặng Trinh Kỳ    |                             |
| 14  | Bộ trưởng Quốc phòng                          | Trần Quang Vinh  |                             |
| 15  | Bộ trưởng Ngoại giao                          | Lê Thăng         |                             |
| 15  | Bộ trưởng Kinh tế                             | Trần Văn Văn     |                             |
| *   | Thủ hiến Bắc phần                             | Nguyễn Hữu Trí   |                             |
| *   | Thủ hiến Trung phần                           | Phan Văn Giáo    |                             |
| *   | Thủ hiến Nam phần                             | Trần Văn Hữu     |                             |

## Chính phủ Nguyễn Phan Long
Ngày 20 tháng 1 năm 1950, tướng Nguyễn Văn Xuân từ chức khỏi chính phủ. Quốc trưởng Bảo Đại ra Sắc lệnh số 6/QT ngày 21 tháng 1 năm 1950, chỉ định nhà báo Nguyễn Phan Long làm Thủ tướng, chuẩn bị thành lập chính phủ mới. Tuy nhiên, chính phủ tạm thời chỉ hoạt động được hoạt động đến 27 tháng 4 năm 1950 thì Thủ tướng Nguyễn Phan Long từ chức dưới áp lực của Phủ Cao ủy Pháp vì cho rằng ông có quá nhiều tư tưởng Quốc gia độc lập và tỏ ra thân Mỹ.
| STT | Chức vụ                                       | Tên              | Ghi chú                               |
| --- | --------------------------------------------- | ---------------- | ------------------------------------- |
| 1   | Thủ tướng                                     | Nguyễn Phan Long | kiêm Tổng trưởng Ngoại giao và Nội vụ |
| 2   | Phó thủ tướng                                 | Phan Huy Quát    | kiêm Tổng trưởng Quốc phòng           |
| 3   | Tổng trưởng Tư pháp                           | Nguyễn Khắc Vệ   |                                       |
| 4   | Tổng trưởng Nội vụ                            | Vũ Ngọc Trân     |                                       |
| 5   | Tổng trưởng Y tế                              | Nguyễn Hữu Phiếm |                                       |
| 6   | Tổng trưởng Thông tin                         | Trần Văn Tuyên   |                                       |
| 7   | Tổng trưởng Tài chánh                         | Dương Tấn Tài    |                                       |
| 8   | Tổng trưởng Công chánh Kế hoạch và Giao thông | Trần Văn Của     |                                       |
| 9   | Tổng trưởng Thương mại                        | Hoàng Cung       |                                       |
| 10  | Tổng trưởng Quốc gia Giáo dục                 | khuyết           |                                       |
| 11  | Tổng trưởng Thanh niên và Thể thao            | Nguyễn Tôn Hoàn  |                                       |
| 12  | Tổng trưởng Lao động Canh nông và Xã hội      | Phan Khắc Sửu    |                                       |
| 13  | Bộ trưởng Phủ thủ tướng                       | Đặng Trinh Kỳ    |                                       |
| 14  | Bộ trưởng Quốc phòng                          | Trần Quang Vinh  |                                       |
| 15  | Bộ trưởng Ngoại giao                          | Lê Thăng         |                                       |
| 16  | Bộ trưởng Kinh tế                             | Trần Văn Văn     |                                       |

## Chính phủ Trần Văn Hữu
Hoạt động từ ngày 6 tháng 5 năm 1950 đến 3 tháng 6 năm 1952, do cựu Thủ hiến Trần Văn Hữu làm Thủ tướng.
Chính phủ thành lập ngày 6 tháng 5 năm 1950.
| STT | Chức vụ                                       | Tên              | Ghi chú                               |
| --- | --------------------------------------------- | ---------------- | ------------------------------------- |
| 1   | Thủ tướng                                     | Trần Văn Hữu     | kiêm Tổng trưởng Ngoại giao và Nội vụ |
| 2   | Phó thủ tướng                                 | Phan Huy Quát    | kiêm Tổng trưởng Quốc phòng           |
| 3   | Tổng trưởng Tư pháp                           | Nguyễn Khắc Vệ   |                                       |
| 4   | Tổng trưởng Nội vụ                            | Vũ Ngọc Trân     |                                       |
| 5   | Tổng trưởng Y tế                              | Nguyễn Hữu Phiếm |                                       |
| 6   | Tổng trưởng Thông tin                         | Trần Văn Tuyên   |                                       |
| 7   | Tổng trưởng Tài chánh                         | Dương Tấn Tài    |                                       |
| 8   | Tổng trưởng Công chánh Kế hoạch và Giao thông | Trần Văn Của     |                                       |
| 9   | Tổng trưởng Thương mại                        | Hoàng Cung       |                                       |
| 10  | Tổng trưởng Quốc gia Giáo dục                 | khuyết           |                                       |
| 11  | Tổng trưởng Thanh niên và Thể thao            | Nguyễn Tôn Hoàn  |                                       |
| 12  | Tổng trưởng Lao động Canh nông và Xã hội      | Phan Khắc Sửu    |                                       |
| 13  | Bộ trưởng Phủ thủ tướng                       | Đặng Trinh Kỳ    |                                       |
| 14  | Bộ trưởng Quốc phòng                          | Trần Quang Vinh  |                                       |
| 15  | Bộ trưởng Ngoại giao                          | Lê Thăng         |                                       |
| 16  | Bộ trưởng Kinh tế                             | Trần Văn Văn     |                                       |

Chính phủ cải tổ ngày 21 tháng 2 năm 1951.
| STT | Chức vụ                                              | Tên                | Ghi chú                                           |
| --- | ---------------------------------------------------- | ------------------ | ------------------------------------------------- |
| 1   | Thủ tướng                                            | Trần Văn Hữu       | kiêm Tổng trưởng Ngoại giao, Quốc phòng và Nội vụ |
| 2   | Phó thủ tướng                                        | Nguyễn Khắc Vệ     | kiêm Tổng trưởng Tư pháp                          |
| 3   | Tổng trưởng phụ trợ Thủ tướng kiêm Quốc gia Giáo dục | Vương Quang Nhường |                                                   |
| 4   | Tổng trưởng Tài chánh                                | Nguyễn Trung Vinh  |                                                   |
| 5   | Tổng trưởng Quốc gia Kinh tế                         | Trần Văn Khá       |                                                   |
| 6   | Tổng trưởng Công vụ                                  | Dương Tấn Tài      |                                                   |
| 7   | Tổng trưởng An ninh                                  | Nguyễn Văn Tâm     |                                                   |
| 8   | Tổng trưởng Công chánh, Vận tải, Viễn thông          | Lê Quang Huy       |                                                   |
| 9   | Tổng trưởng Kế hoạch và Kiến thiết                   | Nguyễn Duy Thanh   |                                                   |
| 10  | Tổng trưởng Y tế                                     | Đặng Hữu Chí       |                                                   |
| 11  | Tổng trưởng Xã hội                                   | Lê Thăng           |                                                   |
| 12  | Bộ trưởng Phủ thủ tướng                              | Trần Văn Tuyên     |                                                   |
| 13  | Bộ trưởng Ngoại giao                                 | Nguyễn Hữu Thuần   |                                                   |
| 14  | Bộ trưởng Ngân sách                                  | Đinh Xuân Quảng    |                                                   |
| 15  | Bộ trưởng Thanh niên và Thể thao                     | Phạm Văn Bính      |                                                   |
| 16  | Bộ trưởng Lao động                                   | Nguyễn Trí Độ      |                                                   |

Chính phủ cải tổ ngày 7 tháng 3 năm 1952.
| STT | Chức vụ                              | Tên                | Ghi chú                                  |
| --- | ------------------------------------ | ------------------ | ---------------------------------------- |
| 1   | Thủ tướng                            | Trần Văn Hữu       | kiêm Tổng trưởng Quốc phòng và Tài chính |
| 2   | Tổng trưởng Tư pháp                  | Vương Quang Nhường |                                          |
| 3   | Tổng trưởng Ngoại giao               | Nguyễn Trung Vinh  |                                          |
| 4   | Tổng trưởng Nội vụ                   | Nguyễn Văn Tâm     |                                          |
| 5   | Tổng trưởng Canh nông                | Lê Văn Hoạch       |                                          |
| 6   | Tổng trưởng Xã hội và Lao động       | Nguyễn Chánh Hải   |                                          |
| 7   | Tổng trưởng Giáo dục                 | Nguyễn Thành Giung |                                          |
| 8   | Tổng trưởng Công chánh và Giao thông | Lê Quang Huy       |                                          |
| 9   | Tổng trưởng Kế hoạch và Kiến thiết   | Nguyễn Duy Thanh   |                                          |
| 10  | Tổng trưởng phụ tá Quốc phòng        | Nghiêm Văn Tri     |                                          |
| 11  | Quốc vụ khanh                        | Nguyễn Trác        |                                          |
| 12  | Bộ trưởng Phủ Thủ tướng              | Đinh Xuân Quảng    |                                          |

## Chính phủ Nguyễn Văn Tâm
Hoạt động từ ngày 6 tháng 6 năm 1952 đến 7 tháng 12 năm 1953, do cựu Tổng trưởng Nội vụ Nguyễn Văn Tâm làm Thủ tướng.
Chính phủ thành lập ngày 6 tháng 6 năm 1952. Chính phủ ra mắt ngày 25 tháng 6 năm 1952
| STT | Chức vụ                                        | Tên                | Ghi chú                                     |
| --- | ---------------------------------------------- | ------------------ | ------------------------------------------- |
| 1   | Thủ tướng                                      | Nguyễn Văn Tâm     | kiêm Tổng trưởng Nội vụ                     |
| 2   | Phó thủ tướng                                  | Phan Văn Giáo      | kiêm Tổng trưởng Thông tin tuyên truyền     |
| 3   | Phó thủ tướng                                  | Ngô Thúc Địch      | kiêm Tổng trưởng Cựu chiến binh và Phế binh |
| 4   | Tổng trưởng Quốc phòng                         | Nghiêm Văn Tri     |                                             |
| 5   | Tổng trưởng Tài chánh và Kinh tế quốc gia      | Nguyễn Huy Lai     |                                             |
| 6   | Tổng trưởng Ngoại giao                         | Trương Vĩnh Tống   |                                             |
| 7   | Tổng trưởng Tư pháp                            | Lê Tấn Nẩm         |                                             |
| 8   | Tổng trưởng Giáo dục                           | Nguyễn Thành Giung |                                             |
| 9   | Tổng trưởng Công chánh, Giao thông và Bưu điện | Lê Quang Huy       |                                             |
| 10  | Tổng trưởng Y tế                               | Lê Văn Hoạch       |                                             |
| 11  | Bộ trưởng Canh nông                            | Cung Đình Quỳ      | sau nâng thành Tổng trưởng                  |
| 12  | Bộ trưởng Quy thuận và Bình định               | Hoàng Nam Hùng     | sau đổi thành Bộ Chiêu an Bình định         |
| 13  | Bộ trưởng Thể thao và Thanh niên               | Vũ Hồng Khanh      | được cử sau                                 |
| 14  | Tổng trưởng Xã hội Lao động                    | Lê Thăng           | được cử sau                                 |
| 15  | Thứ trưởng Nghiên cứu và Cải cách              | Trần Văn Quế       | được cử sau                                 |

Chính phủ cải tổ ngày 8 tháng 1 năm 1953.
| STT | Chức vụ                                          | Tên                | Ghi chú                                                 |
| --- | ------------------------------------------------ | ------------------ | ------------------------------------------------------- |
| 1   | Thủ tướng                                        | Nguyễn Văn Tâm     | kiêm Tổng trưởng Nội vụ                                 |
| 2   | Phó thủ tướng                                    | Lê Văn Hoạch       | kiêm Tổng trưởng Thông tin Truyền thông và Tâm lý chiến |
| 3   | Phó thủ tướng                                    | Nguyễn Huy Lai     | kiêm Tổng trưởng Tài chánh, Kế hoạch và Kiến thiết      |
| 4   | Tổng trưởng Ngoại giao                           | Trương Vĩnh Tống   |                                                         |
| 5   | Tổng trưởng Tài chánh và Kinh tế quốc gia        | Nguyễn Huy Lai     |                                                         |
| 6   | Tổng trưởng Ngoại giao                           | Trương Vĩnh Tống   |                                                         |
| 7   | Tổng trưởng Quốc phòng                           | Phan Huy Quát      |                                                         |
| 8   | Tổng trưởng Kinh tế                              | Nguyễn Văn Nhung   |                                                         |
| 9   | Tổng trưởng Giáo dục                             | Nguyễn Thành Giung |                                                         |
| 10  | Tổng trưởng Tư pháp                              | Lê Tấn Nẩm         |                                                         |
| 11  | Tổng trưởng Công chánh, Giao thông và Viễn thông | Lê Quang Huy       |                                                         |
| 12  | Tổng trưởng Y tế                                 | Tân Hàm Nghiệp     |                                                         |
| 13  | Tổng trưởng Canh nông                            | Cung Đình Quỳ      |                                                         |
| 14  | Tổng trưởng Lao động và Xã hội                   | Lê Thăng           |                                                         |
| 15  | Tổng trưởng Cựu chiến binh và Phế binh           | Phan Văn Hy        |                                                         |
| 16  | Bộ trưởng Phủ Thủ tướng                          | Đào Văn Vỹ         |                                                         |
| 17  | Bộ trưởng Nội vụ                                 | Lê Quang Hộ        |                                                         |
| 18  | Bộ trưởng Thể thao và Thanh niên                 | Vũ Hồng Khanh      |                                                         |

## Chính phủ Bửu Lộc
Ngày 17 tháng 12 năm 1953, Thủ tướng Nguyễn Văn Tâm đệ đơn từ chức. Quốc trưởng Bảo Đại chỉ định Hoàng thân Bửu Lộc làm Thủ tướng và thành lập nội các mới, hoạt động từ ngày 11 tháng 1 năm 1954 đến 16 tháng 6 năm 1954.
Chính phủ thành lập ngày 11 tháng 1 năm 1954.
| STT | Chức vụ                                                                          | Tên               | Ghi chú                                         |
| --- | -------------------------------------------------------------------------------- | ----------------- | ----------------------------------------------- |
| 1   | Thủ tướng                                                                        | Bửu Lộc           | kiêm Tổng trưởng Nội vụ                         |
| 2   | Phó thủ tướng                                                                    | Nguyễn Trung Vinh | kiêm Tổng trưởng Canh nông và Cải cách điền địa |
| 3   | Quốc vụ khanh                                                                    | Nguyễn Đệ         |                                                 |
| 4   | Tổng trưởng trực tiếp với Phủ Thủ tướng phụ trách công cuộc dân chủ hóa quốc gia | Phan Huy Quát     |                                                 |
| 5   | Tổng trưởng Quốc phòng                                                           | Nguyễn Đắc Khê    |                                                 |
| 6   | Tổng trưởng Ngoại giao                                                           | Nguyễn Quốc Định  |                                                 |
| 7   | Tổng trưởng Tài chánh                                                            | Dương Tấn Tài     |                                                 |
| 8   | Tổng trưởng Kinh tế quốc gia và Kế hoạch                                         | Nguyễn Văn Tỵ     |                                                 |
| 9   | Tổng trưởng Tư pháp                                                              | Nguyễn Văn Đạm    |                                                 |
| 10  | Tổng trưởng Thông tin                                                            | Lê Thăng          |                                                 |
| 11  | Tổng trưởng Giao thông Công chính                                                | Lê Quang Huy      |                                                 |
| 12  | Tổng trưởng Y tế, Cựu chiến binh và Nạn nhân chiến tranh                         | Tân Hàm Nghiệp    |                                                 |
| 13  | Tổng trưởng Xã lao                                                               | Phạm Văn Huyến    |                                                 |
| 14  | Phó tổng trưởng Nội vụ                                                           | Đinh Xuân Quảng   |                                                 |
| 15  | Bộ trưởng Quyền Tổng trưởng Giáo dục                                             | Vũ Quốc Thúc      |                                                 |

## Chính phủ Ngô Đình Diệm
Chính phủ cuối cùng của Quốc gia Việt Nam, do Ngô Đình Diệm làm Thủ tướng, hoạt động từ ngày 16 tháng 6 năm 1954 đến 23 tháng 10 năm 1955. Ngày 26 tháng 10 năm 1955, Thủ tướng Ngô Đình Diệm tuyên bố phế truất Quốc trưởng Bảo Đại, thành lập chính thể Việt Nam Cộng hòa.
Thành phần chính phủ thành lập ngày 6 tháng 7, 1954
| STT | Chức vụ                                                         | Tên                | Ghi chú                               |
| --- | --------------------------------------------------------------- | ------------------ | ------------------------------------- |
| 1   | Thủ tướng                                                       | Ngô Đình Diệm      | kiêm Tổng trưởng Nội vụ và Quốc phòng |
| 2   | Quốc vụ khanh                                                   | Trần Văn Chương    |                                       |
| 3   | Tổng trưởng Ngoại giao                                          | Trần Văn Đỗ        |                                       |
| 4   | Tổng trưởng Tài chánh và Kinh tế                                | Trần Văn Của       |                                       |
| 5   | Tổng trưởng Canh nông                                           | Phan Khắc Sửu      |                                       |
| 6   | Tổng trưởng Lao động và Thanh niên                              | Nguyễn Tăng Nguyên |                                       |
| 7   | Tổng trưởng Giao thông Công chánh                               | Trần Văn Bạch      |                                       |
| 8   | Tổng trưởng Quốc gia Giáo dục                                   | Nguyễn Dương Đôn   |                                       |
| 9   | Tổng trưởng Y tế Xã hội                                         | Phạm Hữu Chương    |                                       |
| 10  | Bộ trưởng tại Phủ thủ tướng                                     | Trần Chánh Thành   |                                       |
| 11  | Bộ trưởng trực thuộc Phủ Thủ tướng phụ trách nhiệm vụ Thông tin | Lê Quang Luật      |                                       |
| 12  | Bộ trưởng Đặc nhiệm tại Phủ Thủ tướng                           | Phạm Duy Khiêm     |                                       |
| 13  | Bộ trưởng Quốc phòng                                            | Bùi Văn Thinh      |                                       |
| 14  | Bộ trưởng Kinh tế                                               | Nguyễn Văn Thoại   |                                       |
| 15  | Bộ trưởng Tài chánh                                             | Trần Hữu Phương    |                                       |

Thành phần chính phủ cải tổ ngày 24 tháng 9, 1954
| STT | Chức vụ                                     | Tên                 | Ghi chú                               |
| --- | ------------------------------------------- | ------------------- | ------------------------------------- |
| 1   | Thủ tướng                                   | Ngô Đình Diệm       | kiêm Tổng trưởng Nội vụ và Quốc phòng |
| 2   | Quốc vụ khanh, Ủy viên Quốc phòng           | Trần Văn Soái       | Trung tướng Hòa Hảo                   |
| 3   | Quốc vụ khanh, Ủy viên Quốc phòng           | Nguyễn Thành Phương | Thiếu tướng Cao Đài                   |
| 4   | Tổng trưởng Ngoại giao                      | Trần Văn Đỗ         |                                       |
| 5   | Tổng trưởng Tư pháp                         | Bùi Văn Thinh       |                                       |
| 6   | Tổng trưởng Thông tin và Chiến tranh Tâm lý | Phạm Xuân Thái      |                                       |
| 7   | Tổng trưởng Tài chánh                       | Trần Hữu Phương     |                                       |
| 8   | Tổng trưởng Kinh tế                         | Lương Trọng Tường   |                                       |
| 9   | Tổng trưởng Canh nông                       | Nguyễn Công Hầu     |                                       |
| 10  | Tổng trưởng Công chánh                      | Trần Văn Bạch       |                                       |
| 11  | Tổng trưởng Kế hoạch và Kiến thiết          | Nguyễn Văn Thoại    |                                       |
| 12  | Tổng trưởng Y tế                            | Huỳnh Kim Hữu       |                                       |
| 13  | Tổng trưởng Quốc gia Giáo dục               | Nguyễn Dương Đôn    |                                       |
| 14  | Tổng trưởng Lao động và Thanh niên          | Nguyễn Tăng Nguyên  |                                       |
| 15  | Tổng trưởng Cải cách Điền địa               | Nguyễn Đức Thuận    |                                       |
| 16  | Tổng trưởng Phụ tá Quốc phòng               | Hồ Thông Minh       |                                       |
| 17  | Bộ trưởng Đặc nhiệm Công vụ                 | Trần Ngọc Liên      |                                       |
| 18  | Bộ trưởng Đặc nhiệm Phủ Thủ tướng           | Bùi Kiện Tín        | trước 17 tháng 12, 1954               |
| 18  | Bộ trưởng Đặc nhiệm Phủ Thủ tướng           | Trần Trung Dung     | từ 17 tháng 12, 1954                  |
| 19  | Bộ trưởng Đặc nhiệm Phủ Thủ tướng           | Phạm Duy Khiêm      | trước 17 tháng 12, 1954               |
| 19  | Bộ trưởng Đặc nhiệm Phủ Thủ tướng           | Đinh Quang Chiêu    | từ 17 tháng 12, 1954                  |
| 20  | Bộ trưởng Nội vụ                            | Huỳnh Văn Nhiệm     |                                       |
| 21  | Thứ trưởng Nội vụ                           | Nguyễn Văn Cát      |                                       |

Thành phần chính phủ cải tổ ngày 10 tháng 5, 1955
| STT | Chức vụ                                     | Tên              | Ghi chú                     |
| --- | ------------------------------------------- | ---------------- | --------------------------- |
| 1   | Thủ tướng                                   | Ngô Đình Diệm    | kiêm Tổng trưởng Quốc phòng |
| 2   | Tổng trưởng Nội vụ                          | Bùi Văn Thinh    |                             |
| 3   | Tổng trưởng Tư pháp                         | Nguyễn Văn Sĩ    |                             |
| 4   | Tổng trưởng Ngoại giao                      | Vũ Văn Mẫu       |                             |
| 5   | Tổng trưởng Tài chánh Kinh tế               | Trần Hữu Phương  |                             |
| 6   | Tổng trưởng Thông tin                       | Trần Chánh Thành |                             |
| 7   | Tổng trưởng Quốc gia Giáo dục và Thanh niên | Nguyễn Dương Đôn |                             |
| 8   | Tổng trưởng Y tế và Xã hội                  | Vũ Quốc Thông    |                             |
| 9   | Tổng trưởng Lao động                        | Huỳnh Hữu Nghĩa  |                             |
| 10  | Tổng trưởng Canh nông                       | Nguyễn Công Viên |                             |
| 11  | Tổng trưởng Công chánh                      | Trần Văn Mẹo     |                             |
| 12  | Tổng trưởng Điền thổ và Cải cách Điền địa   | Nguyễn Văn Thời  |                             |
| 13  | Tổng trưởng đại diện Phủ Thủ tướng          | Nguyễn Hữu Châu  |                             |
| 14  | Tổng trưởng Phụ tá Quốc phòng               | Trần Trung Dung  |                             |